# Stăpâna (telenovelă)
Stăpâna (spaniolă Soy tu dueña; lit. „Sunt stăpâna ta”) este o producție de Nicandro Diaz, protagoniștii sunt Lucero, Fernando Colunga și Gabriela Spanic este un remake al La Dueña, o telenovela produsă de Florinda Meza, care a avut un mare succes în 1995. 

## Cast
Gabriela Spanic ... Ivana Dorantes Rangel (Main Antagonist)
Lucero ... Valentina Villalba Rangel "La Víbora" (Main Heroine)
Fernando Colunga ... José Miguel Montesinos (Main Hero)
David Zepeda ... Alonso Peñalvert (Villain)
Silvia Pinal ...Isabel Rangel(mother of Ivanna Dorantes)
Sergio Goyri ... Rosendo Gavilán (Villain)
Jacqueline Andere ... Leonor Montesinos(mother of Jose Miguel)
Ana Martín ... Benita (nany of Valentina and Ivanna)
Eduardo Capetillo ... Horacio
Eric del Castillo ... Federico Montesinos
Julio Aleman ... Ernesto
Claudio Báez ... Oscar Ampudia
Marisol del Olmo ... Gabriela
Jose Carlos Ruiz ... Sabino
Fátima Torre ... Iluminada
Manola Diez
Laisha Wilkins
Rossana San Juan ... Crisanta
Fabián Robles ... Felipe
Juan Carlos Serrán
Anabel Ferreira
Myrrah Saavedra
Carlos Bracho
Marisol Santacruz
Enrique Borja Jr.
Tony Vela